# Tähtvere
Tähtvere (em estoniano:  Tähtvere vald) é um município rural estoniano localizado na região de Tartumaa.